# Callyna pectinicornis
Callyna pectinicornis är en fjärilsart som beskrevs av M.Gaede 1915. Callyna pectinicornis ingår i släktet Callyna och familjen nattflyn. Inga underarter finns listade i Catalogue of Life.